# Альтіно
Альтіно (італ. Altino) — муніципалітет в Італії, у регіоні Абруццо,  провінція К'єті.
Альтіно розташоване на відстані близько 155 км на схід від Рима, 85 км на схід від Л'Аквіли, 31 км на південний схід від К'єті.
Населення — 3032 особи (2014).

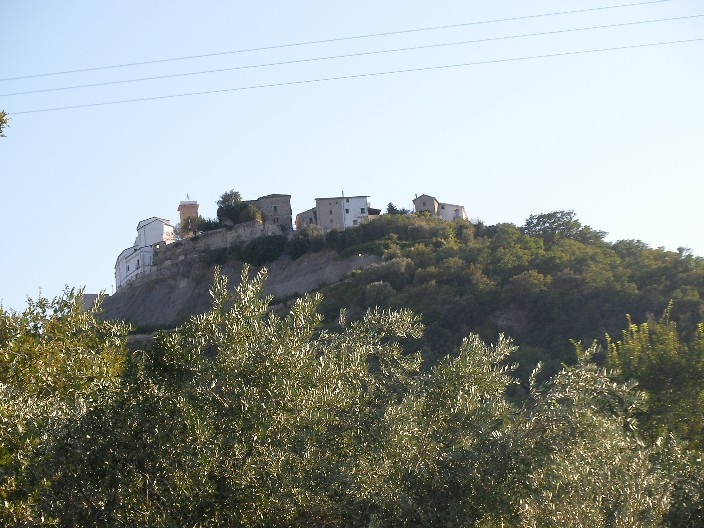

Щорічний фестиваль відбувається 4 вересня. 

## Демографія
Населення за роками:

Станом на 1 січня 2023 року в муніципалітеті офіційно проживало 320 іноземців з 31 країни, серед них 143 громадяни країн Євросоюзу та 8 громадян України.

## Сусідні муніципалітети
- Аркі
- Атесса
- Казолі
- Перано
- Роккаскаленья
- Сант'Еузаніо-дель-Сангро